# يوهانس بوبروفسكي
يوهانس بوبروفسكي (بالألمانية: Johannes Bobrowski). هو كاتب ألماني. ولد عام 1917 في تيلسيت، وتوفي عام 1965 في برلين. شب بوبروفسكي في المنطقة الحدودية الواقعة بين ألمانيا وبولندا. وفي برلين بدأ دراسته لتاريخ الفن، وشارك في الحرب العالمية الثانية، وقضى الفترة بين 1945 وحتى 1949 في الأسر الروسي. وفي النهاية عمل بوبروفسكي في إحدى دور النشر في ألمانيا الديموقراطية.

## أعماله
- زمن السرامته «Sarmatische Zeit» (قصائد 1961).
- سيول بلد الظلال «Schattenland Ströme» (قصائد 1962).
- طاحونة ليفينز. 34 جملة عن جدي «Levins Mühle. 34 Sätze über meinen vater'Gro» (رواية).
- عيد الفئران وقصص أخرى (1965) «Mäusefest und andere Erzählungen»
- بيانو من ليتوانيا «Litauische Claviere» (رواية 1966).

## روابط خارجية
- يوهانس بوبروفسكي على موقع IMDb (الإنجليزية)
- يوهانس بوبروفسكي على موقع مونزينجر (الألمانية)
- يوهانس بوبروفسكي على موقع ميوزك برينز (الإنجليزية)
- يوهانس بوبروفسكي على موقع ديسكوغز (الإنجليزية)
- يوهانس بوبروفسكي على موقع كينوبويسك (الروسية)